# Cisco IOS
Cisco IOS или Internetworking Operating System е операционна система за рутери и някои суичове на Cisco Systems. Системата предоставя на самия рутер различни услуги на ядрото, особено маршрутизиращия софтуер на рутера, а на потребителя CLI – интерфейсът на командния ред на рутера, за да редактира настройките на рутера.